# Georg Kunisch
Georg Kunisch (né le 21 avril 1893 à Wrocław et décédé en 1936 dans cette même ville) est un nageur allemand. Il a participé aux Jeux olympiques de Stockholm en 1912.

## Nageur
Engagé au 100 mètres nage libre aux Jeux olympiques de Stockholm en 1912, il est éliminé en série. Membre du relais 4X200 mètres nage libre, il se qualifie avec l'équipe allemande pour la finale avec un temps de 10 min 42 s 2, mais termine au pied du podium malgré un meilleur temps en 10 min 37 s.
Après la Première Guerre mondiale, Georg Kunisch devient champion d'Allemagne du 1 500 mètres nage libre en 1919,.